# Dark Medieval Times
Dark Medieval Times — дебютний альбом норвезького блек-метал гурту Satyricon, що вийшов у 1994 році.

## Про альбом
Зі слів Сатира, альбом створює «холодну норвезьку атмосферу». Альбом сповнений середньовічними мотивами, риффами у стилі Mayhem і акустичними пасажами у супроводі флейти, що створюють «правильну атмосферу». В цілому, в альбомі панує епічна атмосфера, яка відчувається у кожній пісні. «Dark Medieval Times» являє собою «сирий» блек-метал, що панував на початку 90-х, але мелодійніший, ніж більшість близьких до звучання записів.
Випуск альбому планувався на лейблі No Fashion Records, але через фінансові проблеми лейбла учасникам довелося записувати альбом на власні гроші. У підсумку касети із записом були розіслані по різних лейблам, пропозиція одного з них — Tatra Productions — було прийнято учасниками. Так як лейбл спеціалізувався на іншому напрямку музики, було вирішено створити сублейбл Moonfog Productions на якому і вийшов дебютний альбом.
При оформленні альбоми була використанна картина відомого норвезького художника Теодора Кіттельсена. Проте на першому виданні Dark Medieval Times була відсутня будь-яка інформація про альбом або групу, на задній обкладинці були тільки фотографії Сатира і Фроста, а тексти пісень альбому довгий час не були опубліковані.
Оригінальне видання Dark Medieval Times є цінним раритетом для фанатів жанру. На аукціонах реліз продається за $ 500 — $ 900.

## Список композицій
| #     | Назва                                | Тривалість |
| ----- | ------------------------------------ | ---------- |
| 1.    | «Walk the Path of Sorrow»            | 8:18       |
| 2.    | «Dark Medieval Times»                | 8:11       |
| 3.    | «Skyggedans»                         | 3:55       |
| 4.    | «Min Hyllest Til Vinterland»         | 4:29       |
| 5.    | «Into the Mighty Forest»             | 6:18       |
| 6.    | «The Dark Castle in the Deep Forest» | 6:22       |
| 7.    | «Taakeslottet»                       | 5:54       |
| 43:31 |                                      |            |

## Учасники записи
- Сатир — вокал, акустична та електрична гітари, бас-гітара, клавішні
- Фрост — ударні
- Torden — клавішні (сесійний музикант)
- Lemarchand (Ulver) — акустична гітара (сесійний музикант)